# Associação Cerro-larguense de Futsal
A Associação Cerro-larguense de Futsal, mais conhecida como Cerro Largo Futsal ou, por razões de patrocínio, Cerro Largo Futsal/Lojas Becker/Sicredi, é um clube brasileiro de futsal da cidade de Cerro Largo, localizada na região Noroeste do estado do Rio Grande do Sul. Fundado em 4 de dezembro de 2014, é atualmente um dos clubes de maior destaque no futsal gaúcho, com conquistas em competições de âmbito estadual.
O clube é carinhosamente apelidado de Leão Missioneiro e manda seus jogos no Ginásio Municipal de Esportes Roque Reinaldo Nedel. Atualmente, disputa competições promovidas pela Liga Gaúcha de Futsal, como o Gauchão de Futsal Série A, a Taça Farroupilha de Futsal e a Supertaça Farroupilha de Futsal, além dos torneios organizados pela Federação Gaúcha de Futebol de Salão, como o Campeonato Gaúcho de Futsal Série Prata e a Copa RS de Futsal.
Além da equipe profissional masculina, o clube mantém categorias de base em expansão, como o Sub-17 masculino, Sub-20 masculino, Sub-13 feminino e Sub-15 feminino, além de um projeto de formação específica para goleiros de base, voltado a atletas de 9 à 15 anos de idade.
Essas iniciativas têm contribuído para a consolidação e ampliação da marca Cerro Largo Futsal, demonstrando que o clube não pertence apenas à cidade de Cerro Largo, mas representa toda a Região das Missões.

## História

### 1946-2014: Primórdios do esporte cerro-larguense
A cidade de Cerro Largo possui longa tradição no esporte, a qual possui representação em competições oficiais desde os anos 90. A cidade respira o esporte, no entanto, nunca houve um clube que conseguiu se manter por tempo significativo em competições oficiais. O único clube ativo profissionalmente atualmente é o Cerro Largo Futsal.

#### Aurora Futebol Clube (1946-2001)
O Aurora Futebol Clube foi o primeiro e único clube profissional de futebol que Cerro Largo já teve. Fundado em 15 de outubro de 1946, há poucos registros históricos do período anterior a 1982 — além de algumas fotografias — e, nesse intervalo, o clube participou apenas de competições amadoras. Mandava seus jogos no Estádio da Baixada, cujas arquibancadas foram inauguradas em 5 de novembro de 1978.
Em 1982, o Aurora sagrou-se campeão do Campeonato Estadual Absoluto de Amadores. No ano seguinte, manteve a base do time e voltou a disputar a competição, desta vez em Novo Hamburgo, conquistando o vice-campeonato.
No ano de 1985, foi inaugurada a cobertura da arquibancada do Estádio da Baixada, em um jogo festivo contra a equipe de base do Grêmio. Essa partida marcou a estreia de Darci Luiz Simon — o lendário “Darci Coice de Mula” — pela equipe gremista. O confronto terminou com derrota para o time cerro-larguense, pelo placar de 5 a 3. Ainda durante as comemorações da nova estrutura, os jogadores de base do Internacional também visitaram Cerro Largo, em uma partida que terminou empatada por 2 a 2.
Em 1987, após 41 anos de fundação, o Aurora aprovou o processo de profissionalização e passou a integrar a Segunda Divisão do Campeonato Gaúcho, encerrando a competição na 37ª posição. No ano seguinte, participou da Copa Cícero Soares e voltou a disputar a  Segunda Divisão do Campeonato Gaúcho. 
Nos anos de 1990 e 1991, o Aurora se manteve na Segunda Divisão do Campeonato Gaúcho, mas enfrentava constantes dificuldades financeiras. Também em 1991, a cidade recebeu a visita da Seleção Brasileira de Futebol de Masters, em amistoso que contou com a participação de jogadores consagrados como Dadá Maravilha, Muricy Ramalho, Waldir Peres e Vaguinho.
Entre 1992 e 1996, o clube não disputou competições oficiais de futebol devido às reformas no Estádio da Baixada. Para manter viva a paixão pelo esporte, a cidade optou por criar uma equipe de futsal, que disputou a Série Bronze do Campeonato Gaúcho de Futsal em 1993 e 1994. Em 1995, o Aurora participou da seletiva da Série Prata e sagrou-se campeão. No entanto, em 21 de março de 1996, encerrou suas atividades no futsal após uma partida contra a ACBF, vencida por 3 a 1, em um confronto conhecido localmente como “o jogo da surpresa”.
No dia 24 de março de 1996 foi reinaugurado o Estádio da Baixada, com público de quase 2.000 pessoas. Nesse ano, não disputou nenhuma competição profissional nem amadora, ficando apenas nos amistosos. Sequer foi realizado festividade no cinquentenário do clube, mostrando que as motivações esportivas do clube estavam baixas. De 1996 à 2000 o clube foi desativado, voltando apenas em 2001 com o time Sub-20, como tentativa de resolver suas dívidas, porém, após disputar o Campeonato Gaúcho Sub-20, não conseguiu melhorar sua situação financeira e a partir daí, não disputou mais nenhuma competição profissional oficial.
Entre os títulos do Aurora Futebol Clube estão: Campeão Estadual do Absoluto de Amadores de 1982; Hexacampeão Amador da Região das Missões; Tetracampeão Amador da Região Fronteira/Missões; 14 títulos de Campeonatos Regionais. Entre seus títulos não há nenhum sob chancela profissional.
|  |  |  |  |  |

#### Associação Atlética Café Campeiro - AACF (1990)
Clube pioneiro no futsal cerro-larguense, foi o primeiro a disputar competições oficiais representando a cidade. No ano de 1990 disputou a Série Bronze do Campeonato Gaúcho de Futsal.

#### Associação Esportiva e Recreativa dos Municipários de Cerro Largo - ASSERMUCLO (1999-2000)
Disputou duas edições da Série Bronze do Campeonato Gaúcho de Futsal: em 1999 e 2000.

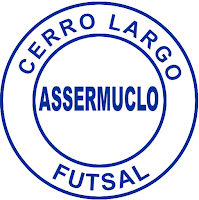
Escudo da antiga ASSERMUCLO.

Nesta segunda edição que participou, terminou a Primeira Fase da competição na primeira colocação, ficando à frente da AESMA (Associação Esportiva São Martinho), de São Martinho, ATF (Associação Tuparendi de Futsal), de Tuparendi, SAESA (Sociedade de Apoio ao Esporte Santo Augustense), de Santo Augusto e Cruz Alta Futsal, de Cruz Alta, respectivamente. Na Segunda Fase, novamente terminou em primeiro, desta vez na frente de 
SER Assisense, de São Francisco de Assis, Pé no Chão, de Chapada e SER Antônio Prado, de Antônio Prado, respectivamente, classificando-se assim para a Terceira Fase, na qual terminou em segundo lugar, ficando somente atrás do Aliança, de Gaurama. Após a Terceira Fase, disputou a semifinal contra a AGS, de Sananduva, porém não se classificou para a final, encerrando assim suas participações em competições oficiais.

#### Associação Cerro Largo de Esportes - ACLE (2002-2014)
Antecessor do Cerro Largo Futsal, a ACLE é o clube mais tradicional e o que foi mais longevo no futsal dos que foram extintos. Disputou várias edições da Série Ouro do Campeonato Gaúcho de Futsal, além de participações nas Séries Prata e Bronze.

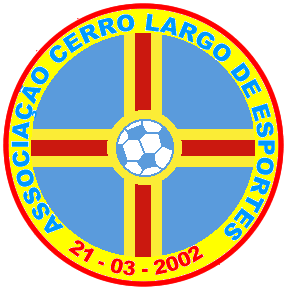
Escudo da antiga ACLE, antecessora do Cerro Largo Futsal.

### Atualidade - Cerro Largo Futsal

#### 2014-2022: A ascensão no futsal gaúcho
Em 2014, após a ACLE fechar as portas, um grupo de amigos se reuniu e começou a discutir a criação de uma nova agremiação com o objetivo de dar continuidade ao futsal em Cerro Largo. Desse modo, no dia 4 de Dezembro de 2014, foi fundada a Associação Cerro-larguense de Futsal, ou simplesmente Cerro Largo Futsal, sob a presidência do contador Rafael Arenhardt.
O principal objetivo da diretoria era a disputa da Série Bronze já em 2015, mas, com as reformas do Ginásio Roque Reinaldo Nedel, decidiu-se ficar fora das quadras em 2015 e vir de forma mais estruturada em 2016. Após campanha local, a diretoria lançou uma equipe para jogar competições amistosas. Ainda no final de 2015, o selecionado de Cerro Largo e região, sob titulação de Cerro Largo Futsal, jogou e foi campeão da Taça AMM, competição organizada entre equipes da Associação dos Municípios das Missões.
Em 2016 e 2017, o Cerro Largo Futsal disputou o Estadual Série Bronze. Chegou às quartas de final nas duas ocasiões. Em 2018, mais uma disputa do  Estadual Série Bronze, com um trabalho cada vez mais estruturado. A eliminação veio na fase semifinal, em disputa nos pênaltis com a AFUCS de Seberi.
Em 2019, o Cerro Largo Futsal jogou a Liga Gaúcha de Futsal 3, competição da Liga Gaúcha de Futsal, uma entidade nova, para a qual a grande maioria dos clubes gaúchos migrou entre 2018 e 2019, insatisfeitos com a gestão da Federação Gaúcha de Futebol de Salão (FGFS). Com a fórmula da competição dividindo o estado em Conferência Leste e Oeste, o Cerro Largo fez uma ótima campanha, conquistando o título da Conferência Oeste, o primeiro título desde a Copa AMM, em final diante da AVF de Vacaria. Ao final da competição, veio a disputa do título geral com o XV de Novembro de Vila Maria, onde o Cerro Largo amargou uma dura derrota na prorrogação em casa.
Por ter sido vice-campeão da Liga Gaúcha 3 em 2019, o Cerro Largo Futsal subiu para a Liga Gaúcha 2 em 2020. Agora em um campeonato de nível mais alto, foi montada uma grande equipe, porém, neste mesmo ano o mundo foi pego de surpresa pela pandemia da Covid-19 e isso abalou as estruturas de muitos times. O Cerro Largo Futsal foi uma dessas equipes, sofrendo com a interrupção dos patrocínios. Com isso, a equipe teve que encerrar prematuramente suas atividades, visando uma reestruturação, tanto para reorganizar seu grupo de trabalho como para negociar a temporada com os atletas e demais profissionais da equipe de 2020. Ainda neste processo, no final de 2020 foi eleita uma nova diretoria, sob a presidência de Fábio Hauschild, para dar sequência aos trabalhos da gestão 2021/22.
Em 2022, após muito trabalho, foi dado início oficial ao reingresso do Cerro Largo Futsal/Lojas Becker às disputas em âmbito estadual. Como a equipe teve que desistir da Liga Gaúcha 2 em 2020, esse novo começo foi pelo Gauchão Série C 2022 (antiga Liga Gaúcha 3, apenas com uma nova denominação definida pela Liga Gaúcha). Antes do início da Série C, o Cerro Largo disputou uma competição preparatória, a Taça Farroupilha de Futsal, da qual participavam equipes da Série A, B e C.
Em uma Taça Farroupilha de alto nível, o Cerro Largo Futsal surpreendeu. Após uma primeira fase onde passou em 2º lugar na sua chave, o Cerro Largo foi para as eliminatórias, onde enfrentou duas equipes da Série A. Nas semifinais, vitória sobre o Horizontina Futsal e, na grande final, o Cerro Largo conquistou o título com uma vitória em casa e empate na cidade de Uruguaiana, sobre a AEU. O feito da conquista da Taça Farroupilha foi destaque em todo o estado e ajudou a projetar a imagem do Cerro Largo Futsal.
Na continuidade da temporada, já no Gauchão Série C, o Cerro Largo voltou a fazer grandes jogos, chegando até a final da Conferência Oeste mais uma vez. Porém, desta vez o título não veio, com o Cerro Largo Futsal ficando com o título de vice-campeão, perdendo na final para a AEF de Entre-Ijuís. O Cerro Largo também jogou pela primeira vez em sua história a Copa dos Pampas em 2022, chegando até as quartas de final, desta vez sendo eliminado pelo Horizontina Futsal. Ainda na continuidade da temporada, o time disputou a 3ª colocação da Série C com o BR Futsal de Pelotas, vencendo os dois jogos e conquistando o direito de jogar o Gauchão Série B em 2023. Também em 2022, o clube iniciou o projeto de categorias de base, com um time Sub-20.

#### 2023-2024: Projeto Cerro Largo Futsal 10 anos
Em 2023, iniciou-se o projeto Cerro Largo Futsal 10 anos, projeto o qual o principal objetivo era colocar o Cerro Largo Futsal na elite do futsal gaúcho no ano em que completa 10 anos (2024). Para isso, era preciso chegar às finais do Gauchão de Futsal Série B, porém, antes disso, disputou outras três competições:
Na Supertaça Farroupilha de Futsal de 2023, competição com participação inédita até então, surpreendeu: avançou a fase de grupos de forma invicta, em um grupo que tinha os times da ACBF, do Horizontina Futsal e do Peñarol de Guaíba. Na semifinal, enfrentou a forte equipe do Passo Fundo Futsal, jogo que venceu por 4–2, avançando para a final contra o anfitrião da competição Guarani, de Frederico Westphalen. O jogo da final foi equilibrado, porém o resultado não foi favorável à equipe do Cerro Largo: 3–1, terminando assim com o vice-campeonato da competição.
Na Taça Farroupilha de Futsal de 2023 outro vice-campeonato: após avançar na primeira colocação na fase de grupos, foi superior à equipe da AGSL na semifinal, porém foi inferior à equipe do Santa Rosa Futsal na final. Já na Copa dos Pampas, repetiu a campanha do ano anterior, sendo novamente eliminado nas quartas de final, desta vez para a equipe do Guarani, de Frederico Westphalen.
No principal objetivo do ano, que era a competição do Gauchão de Futsal Série B, terminou a fase de grupos de forma invicta e na primeira colocação do grupo, avançando assim para as oitavas de final, contra a equipe da ANPF, de Nova Petrópolis, time que foi inferior ao Cerro Largo nas duas partidas. Nas quartas de final, contra a equipe do BR Futsal, de Pelotas, empatou a primeira partida em 1–1, porém dentro de casa goleou, partida que finalizou 6–1 favorável à equipe cerro-larguense.
Na semifinal do Gauchão Série B, contra a equipe da APF, de Gentil, o Cerro Largo conheceu a primeira derrota na competição no jogo de ida, após perder por 3–2. Na volta, fez o dever de casa após vencer no tempo normal com o placar apertado de 4–3. Na prorrogação nenhuma equipe marcou, avançando para as penalidades, a qual brilhou a estrela do principal jogador do Cerro Largo Futsal no ano: Ronald Medeiros, o Black, fazendo com que o Cerro Largo ganhasse por 3–1 na disputa, classificando assim o Cerro Largo Futsal para a elite do futsal gaúcho, o Gauchão de Futsal Série A.
Na final, contra a equipe da AAGF, de Agudo, a partida de ida foi de empate de 1–1, porém o fator casa foi preponderante no jogo de volta: com ginásio lotado, o Cerro Largo Futsal mostrou o porquê de ainda estar invicto na competição: venceu com o placar preponderante de 5–2, sagrando-se campeão estadual de 2023.
Em 2024, a temporada começou com a disputa da Taça Carazinho de Futsal, competição de preparação de caráter amistoso em forma de triangular contra as equipes da AFUCS e Yeesco. O Cerro Largo Futsal terminou na 3ª colocação.
A primeira competição oficial do ano de 2024 foi a Taça Farroupilha de Futsal, ao qual o Cerro Largo Futsal terminou campeão e, até então, se tornando o maior campeão da competição na Região Noroeste. O título veio acima da AEU, mesmo adversário da final de 2022, e que terminou com o mesmo resultado: Cerro Largo Futsal campeão, Uruguaianense vice-campeão.
Após a conquista do bicampeonato farroupilha, as atenções se voltaram à disputa da primeira temporada na Série A do Gauchão de Futsal. O Cerro Largo terminou a primeira fase na 7ª colocação. A eliminação veio frente à equipe do Atlântico, após derrota fora de casa e empate dentro do Roque Nedel.

#### 2025-atualidade: A busca pela ascensão nacional
Em 2025 iniciou-se, ao menos nos bastidores, a busca pela ascensão nacional. A volta à Federação Gaúcha de Futebol de Salão, com a disputa do Campeonato Gaúcho de Futsal Série Prata e da Copa RS, viabilizado por meio de uma política de retorno dos clubes que disputam as competições da Liga Gaúcha de Futsal, tornando viável e permitindo a disputa das competições de ambas entidades, demonstra o interesse do clube à ascendência nacional, pois o principal argumento para este retorno é a possibilidade de disputa de competições como Copa Sul, Campeonato Brasileiro de Futsal e Copa do Brasil de Futsal, egresso viabilizado apenas por campeonatos da federação.
Em 2025 o Cerro Largo Futsal retornou à disputa da Supertaça Farroupilha de Futsal, por meio do título da Taça Farroupilha de Futsal de 2024, após 1 ano sem disputar a competição.
Será a terceira temporada disputando o Gauchão de Futsal Série A.

### Cronologia
Legenda das competições:

| Estaduais 1ª divisão Estaduais 2ª divisão Estaduais 3ª divisão | Supertaças, supercopas ou recopas Taças ou copas estaduais Campeonatos intermunicipais |

## Símbolos

### Uniforme
O Cerro Largo Futsal adota o azul como cor predominante do uniforme principal, uma escolha inspirada tanto na bandeira da cidade de Cerro Largo quanto nas cores do seu patrocinador máster. Como cor secundária do uniforme principal, há uma alternância entre o branco e o amarelo, ambas presentes no escudo do clube.
O segundo uniforme tem o branco como cor principal, com detalhes em azul, mantendo a identidade visual do time. Já o uniforme principal dos goleiros costuma ser vermelho, uma referência à cor secundária da bandeira de Cerro Largo.

#### Uniformes atuais

##### Uniformes de jogadores de linha
- Uniforme principal - Camisa, calção e meias azuis, com detalhes em amarelo;
- Uniforme reserva - Camisa, calção e meias brancas, com detalhes em azul e amarelo;
- Terceiro uniforme - Camisa, calção e meias pretas, com detalhes em dourado.

| 1º uniforme | 2º uniforme | 3º uniforme |

##### Uniformes de goleiros
- Uniforme principal - Camisa e calção vermelhos, com detalhes em branco e azul e meias brancas;
- Uniforme reserva - Camisa, calção e meias amarelas, com detalhes em preto.

| 1º uniforme | 2º uniforme |

##### Uniformes de treino
- Uniforme dos jogadores - Camisa e calção azuis reais, com detalhes em amarelo e vermelho e meias brancas;
- Uniforme dos goleiros - Camisa e calção amarelos, com detalhes em azul real e vermelho e meias brancas;
- Uniforme da comissão técnica - Camisa e calção cinzas, com detalhes em azul real e amarelo;
- Uniforme de pré-jogo - Camisa cinza, com detalhes em azul e marca d'água em homenagem ao escudo do clube, calção cinza e meias brancas.

| Jogadores | Goleiros | C. Técnica | Pré-jogo |

## Estrutura

### Ginásio
O Cerro Largo Futsal manda seus jogos no Ginásio Municipal de Esportes Roque Reinaldo Nedel, localizado na Avenida 20 de Setembro, no Bairro Floresta, em Cerro Largo. O ginásio tem capacidade para aproximadamente 3.200 espectadores e conta com uma quadra de dimensões 36x19 metros. Além das partidas oficiais, também é utilizado para os treinos da equipe principal e das categorias de base.
Como alternativas, o clube utiliza eventualmente o Ginásio de Esportes da Universidade Federal da Fronteira Sul (localizado na Unidade do Seminário São José) e o Ginásio do Colégio La Salle, ambos situados no município.
Nos primeiros anos de atividade do clube, devido a reformas em sua principal praça esportiva, o Ginásio Municipal de Esportes de Salvador das Missões foi utilizado como sede provisória para jogos e treinamentos.

### Direção
Após eleição em chapa única, no dia 19 de dezembro de 2023 foi eleita a gestão para o quadriênio 2023/2026 a seguinte diretoria:
| Nome                      | Cargo                       |
| ------------------------- | --------------------------- |
| Fábio Hauschild           | Presidente                  |
| Alessandro Ferst Walter   | Vice-presidente             |
| Rodrigo Neuberger         | 1º Tesoureiro               |
| Jorge Schommer            | 2º Tesoureiro               |
| João Wilchen Donel        | 1º Secretário               |
| Bruno München Wenzel      | 2º Secretário               |
| Hélio Krentkoski          | Conselho Deliberativo       |
| Roger Bohn                | Conselho Deliberativo       |
| Aldino Bohn               | Conselho Deliberativo       |
| Leandro Schmatz           | Conselho Deliberativo       |
| Valtair Inácio Zorzo      | Conselho Deliberativo       |
| Gladimir de Menezes Genro | Diretor de marketing        |
| Alberto Frantz Júnior     | Assessor jurídico           |
| Genaro Caetano            | Assessor de imprensa        |
| Rodrigo Rambo Petri       | Conselho Fiscal (titulares) |
| Liniker Oliveira Scheuer  | Conselho Fiscal (titulares) |
| Raul Benny Mendes         | Conselho Fiscal (titulares) |
| Fernando Caye             | Conselho Fiscal (suplentes) |
| Roberto Jaeschke          | Conselho Fiscal (suplentes) |
| Eduardo Garcia            | Conselho Fiscal (suplentes) |

## Torcida
Os torcedores do Cerro Largo Futsal são conhecidos como cerro-larguenses. Atualmente, o clube conta com duas torcidas organizadas. A principal delas é a Camisa 6, que chama atenção por ser mais antiga que o próprio clube. Sua origem remonta aos tempos da ACLE (Associação Cerro Largo de Esportes), considerada uma espécie de antecessora do Cerro Largo Futsal.
Outra torcida organizada é a Leões Cerro-Larguenses, formada majoritariamente por crianças e adolescentes, tendo como característica marcante seu perfil mirim e o entusiasmo nas arquibancadas durante as partidas da equipe.

## Títulos
No que se refere à títulos, o clube têm 4 títulos oficiais, sob chancela da Liga Gaúcha de Futsal e outro não oficial, a Copa AMM, totalizando 5 títulos no futsal profissional.
| ESTADUAIS         | ESTADUAIS                                     | ESTADUAIS | ESTADUAIS                      |
|                   | Competição                                    | Títulos   | Temporadas                     |
| ----------------- | --------------------------------------------- | --------- | ------------------------------ |
| Rio Grande do Sul | Gauchão de Futsal Série B                     | 1         | 2023                           |
| Rio Grande do Sul | Taça Farroupilha                              | 2         | 2022 e 2024                    |
| Rio Grande do Sul | Gauchão de Futsal Série C - Conferência Oeste | 1         | 2019                           |
| INTERMUNICIPAIS   |                                               |           |                                |
|                   | Competição                                    | Títulos   | Temporadas                     |
| —                 | Copa AMM                                      | 1         | 2015                           |
| TOTAL             |                                               |           |                                |
|                   | Competição                                    | Títulos   | Temporadas                     |
|                   | Total de títulos                              | 5         | 4 estaduais e 1 intermunicipal |

 Campeão invicto

## Elenco atual
Última atualização: 19 de julho de 2025.
Legenda
- : Capitão